# Aalders Lang Brook
Aalders Lang Brook – strumień (brook) w kanadyjskiej prowincji Nowa Szkocja, w hrabstwie Hants, płynący w kierunku północno-wschodnim i uchodzący do Mint River; nazwa urzędowo zatwierdzona 25 września 1975.